# Конституция Австрии
Конституция Австрии — совокупность законодательных актов Австрии, закрепляющих основы политической системы государства. Часто конституцией Австрии называют Федеральный конституционный закон (нем. Bundes-Verfassungsgesetz) Австрии от 10 ноября 1920 года, которым регулируются федеральное устройство Австрии, система государственных органов федерации и федеральных земель и некоторые другие вопросы. Федеральный конституционный закон многократно изменялся и дополнялся. В частности, был включён крупный раздел, касающийся отношений с Европейским союзом. Всего в Австрии действует свыше трёхсот конституционных законов и законов, содержащих конституционные положения.
В отличие от многих конституций, Федеральный конституционный закон не содержит раздела, посвящённого правам человека. Нормы о правах человека присутствуют в различных законах, часть из которых была принята ещё в XIX веке.

## История
Первый проект конституции был разработан в 1848 году, она провозглашала Австрию конституционной дуалистической монархией по форме правления и децентрализованным унитарным государством (состояла из земель) по форме территориального устройства, главой государства должен был остаться император (Kaiser), законодательным органом должен был стать двухпалатный Рейхстаг (Reichstag), состоявший из Палаты Земель, в составе 115 депутатов избираемых ландтагами сроком на 6 лет при ротации каждые три года, и Народной Палатой (Volkskammer) в составе 360 депутатов избиравшаяся народом сроком на 3 года, исполнительным органом должно было стать Имперское министерство (Reichsminister), во главе с Имперским министром (Reichsminister), представительными органами земель должны были стать ландтаги (Landtage), исполнительными — земельные губернаторы (Landeshauptmann), представительными органами районов — крейстаги (Kreistage), высшим судебным органом — Имперский суд (Reichsgericht).
Первая конституция была принята 25 апреля 1848 года, провозгласившая в Австрии конституционную монархию, с Рейхстагом состоящим из Сената (Senat) и Палаты Депутатов (Kammer der Abgeordneten). 4 марта 1849 года императором взамен этой конституции была издана другая конституция сохранившая конституционную монархию с рейхстагом состоящим из верхней палаты (Oberhause) и нижней палаты (Unterhause). В 1851 году она была отменена императором но в 1867 году Австрии была принята группа законов, восстановивших конституционную монархию, с Рейхсратом (Reichsrat), состоящий из Палаты пэров (Herrenhaus) и Палаты депутатов (Abgeordnetenhaus).
Первая Австрийская Республика была провозглашена в октябре 1919 года. Федеральный конституционный закон был разработан в 1920 году при участии крупнейшего юриста-теоретика того времени Ганса Кельзена и вступил в силу 1 октября. Из-за споров о необходимости включения в закон раздела о правах человека сохранил свою силу Закон 1867 года «Об общих правах граждан королевств и земель, представленных в Имперском совете» (нем. Staatsgrundgesetz über die allgemeinen Rechte der Staatsbürger), получивший статус конституционного.
Согласно Федеральному конституционному закону Австрия была парламентской республикой. Высшим законодательным органом являлось двухпалатное Федеральное собрание. Федеральный канцлер, возглавлявший правительство, был ответственен перед нижней палатой Федерального собрания — Национальным советом. Главой государства был Федеральный президент, обладавший в основном символическими функциями и избиравшийся обеими палатами Федерального собрания на совместном заседании.
В 1929 году в закон были внесены существенные изменения, которыми изменялось положение президента и расширялись полномочия исполнительной власти. Были введены прямые выборы президента, он получил право роспуска Федерального собрания и назначения правительства. Причиной изменения закона была деятельность националистических военизированных организаций, самой влиятельной из которых был Хеймвер.
13 мая 1932 года канцлером стал лидер Христианско-Социальной Партии Энгельберт Дольфус, который установил авторитарный режим, иногда называемый австрофашизмом. В 1934 году после подавления Февральского восстания Федеральный конституционный закон был de jure отменён. Была принята новая конституция, получившая название «Майской» (Maiverfassung). В основу новой конституции был положен принцип «корпоративного государства», до того успешно реализованный Бенито Муссолини в Италии. В 1938 году произошёл Аншлюс и Австрия как независимое государство прекратила существование.
В мае—декабре 1945 года действовала временная конституция, в декабре было восстановлено действие Федерального конституционного закона 1920 года.

## Структура Федерального конституционного закона

### Общие положения
В первом разделе содержатся общие положения: Австрия провозглашается демократическим государством, декларируется равенство граждан перед законом, даются описания государственного герба и флага и др. Также в первом разделе есть ряд статей, посвящённых разграничению компетенции федерации и федеральных земель. После вступления Австрии в Европейский союз в первый раздел был добавлен подраздел B, который определяет порядок участия Австрии в органах Евросоюза.

### Законодательная власть

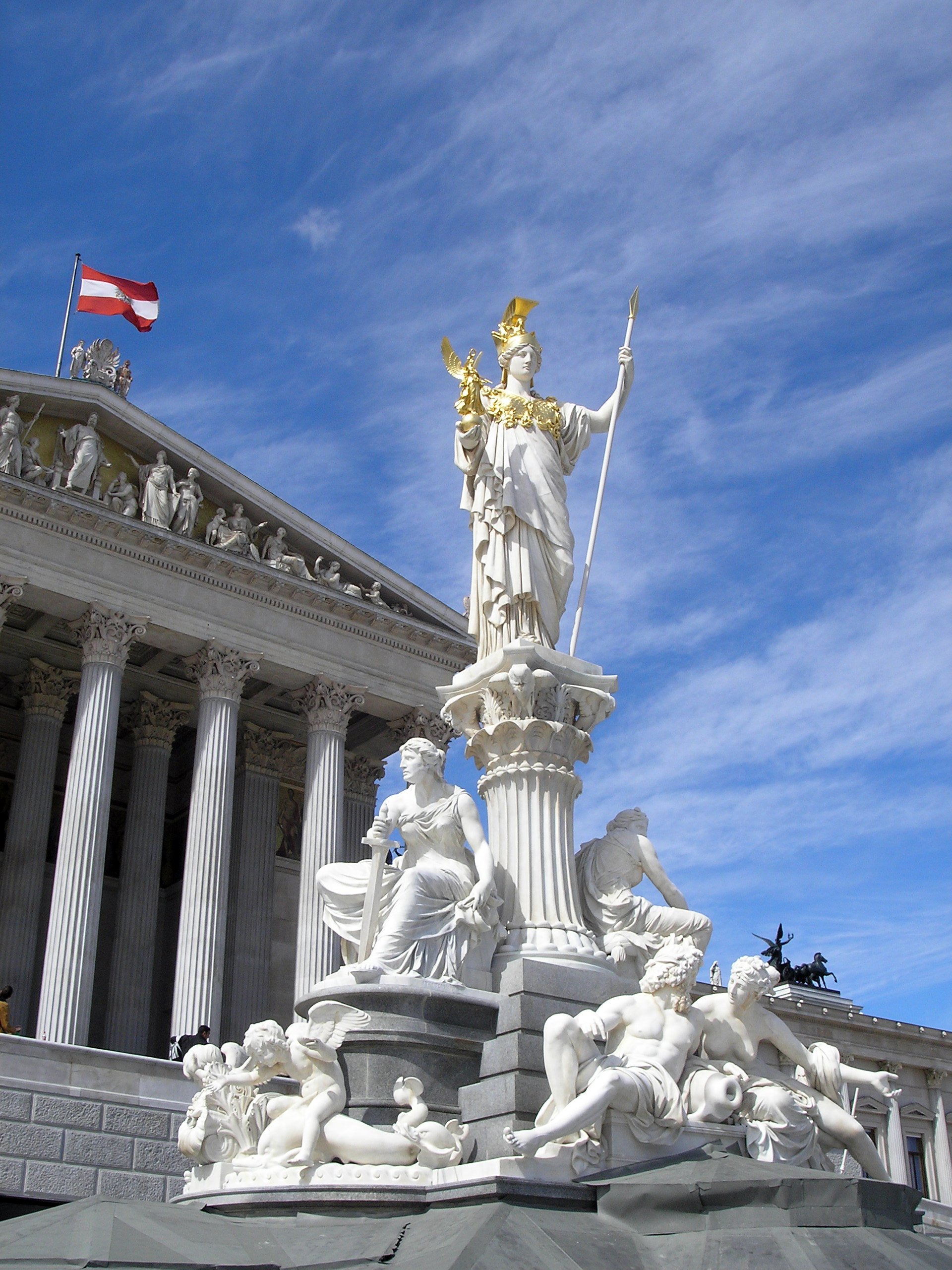
Здание парламента Австрии

Второй раздел посвящён австрийскому парламенту и законодательному процессу. Парламент — Федеральное собрание — состоит из двух палат. Нижняя палата (Национальный совет) избирается населением прямыми выборами на пять лет. Верхняя палата (Бундесрат) — это орган представительства земель. Члены верхней палаты избираются парламентами земель (ландтагами). Каждая федеральная земля в зависимости от численности населения направляет в ландтаг от трёх до двенадцати представителей. Палаты заседают раздельно; единственные два случая совместного заседания предусмотрен статьёй 38 — это приведение президента к присяге и объявление войны.
Закон должен быть последовательно принят Национальным советом и Бундесратом и передан для подписания президенту. Поскольку Австрия является парламентской республикой, президент не имеет права вето.

### Исполнительная власть
В раздел, озаглавленный «Исполнительная власть Федерации», входят нормы о президенте Австрии, правительстве, армии и судах общей юрисдикции. Президент избирается на прямых выборах на шесть лет и может быть переизбран не более одного раза. Он является верховным главнокомандующим, осуществляет представительские функции, назначает государственных служащих, осуществляет право помилования. По общему правилу, решения президента должны быть одобрены одним из министров (так называемая контрасигнатура).
Исполнительную власть осуществляет федеральное правительство, которое возглавляет федеральный канцлер. Канцлера назначает президент, но поскольку канцлеру требуется поддержка Национального совета, канцлером как правило становится лидер победившей на выборах партии.

### Судебная власть
Суды включены в систему федеральных органов власти. Высшей инстанцией назван Верховный суд. Специальным судебным органам (Административному суду и Конституционному суду) посвящены отдельные подразделы в разделе шестом.
Статьёй 85 отменена смертная казнь.

### Прямая демократия
Конституция закрепляет такие элементы прямой демократии как референдум, народную инициативу и возможность роспуска национального совета на основании решения принятого на референдуме.

### Законодательная и исполнительная власть земель
Четвёртый раздел посвящён органам власти земель и органам местного самоуправления. Раздел устанавливает для всех земель общие единообразные правила, в рамках которых земли вправе принимать собственные законы. Каждая земля обязана принять свою конституцию. В землях действуют ландтаги и правительства земель, избираемые ландтагами и возглавляемые губернаторами. Ландтаг может быть распущен президентом по представлению федерального правительства и с согласия Бундесрата. Отдельный подраздел посвящён столице Австрии Вене, которая приравнена к федеральной земле.
Община (коммуна, Gemeinde) в Австрии одновременно является территориальной единицей местного самоуправления и административной единицей. Органами общины являются общинный совет, общинное правление (в городах, имеющих самостоятельный статус — городской сенат) и бургомистр. Органы федерации и земли вправе контролировать соблюдение органами общины законов, а органы земли — и эффективность финансовой деятельности.

### Контроль за финансовой деятельностью
Раздел предусматривает создание счётной палаты — отдельного органа, который проверяет финансовую деятельность государственных органов и юридических лиц с государственным участием и представляет Национальному совету отчёт об исполнении бюджета. Председатель счётной палаты избирается Национальным советом на двенадцать лет, остальные чиновники счётной палаты назначаются президентом по представлению председателя. Счётная палата ответственна перед Национальным советом. Также счётная палата проверяет деятельность органов земель и общин.

### Гарантии соблюдения Конституции и законности

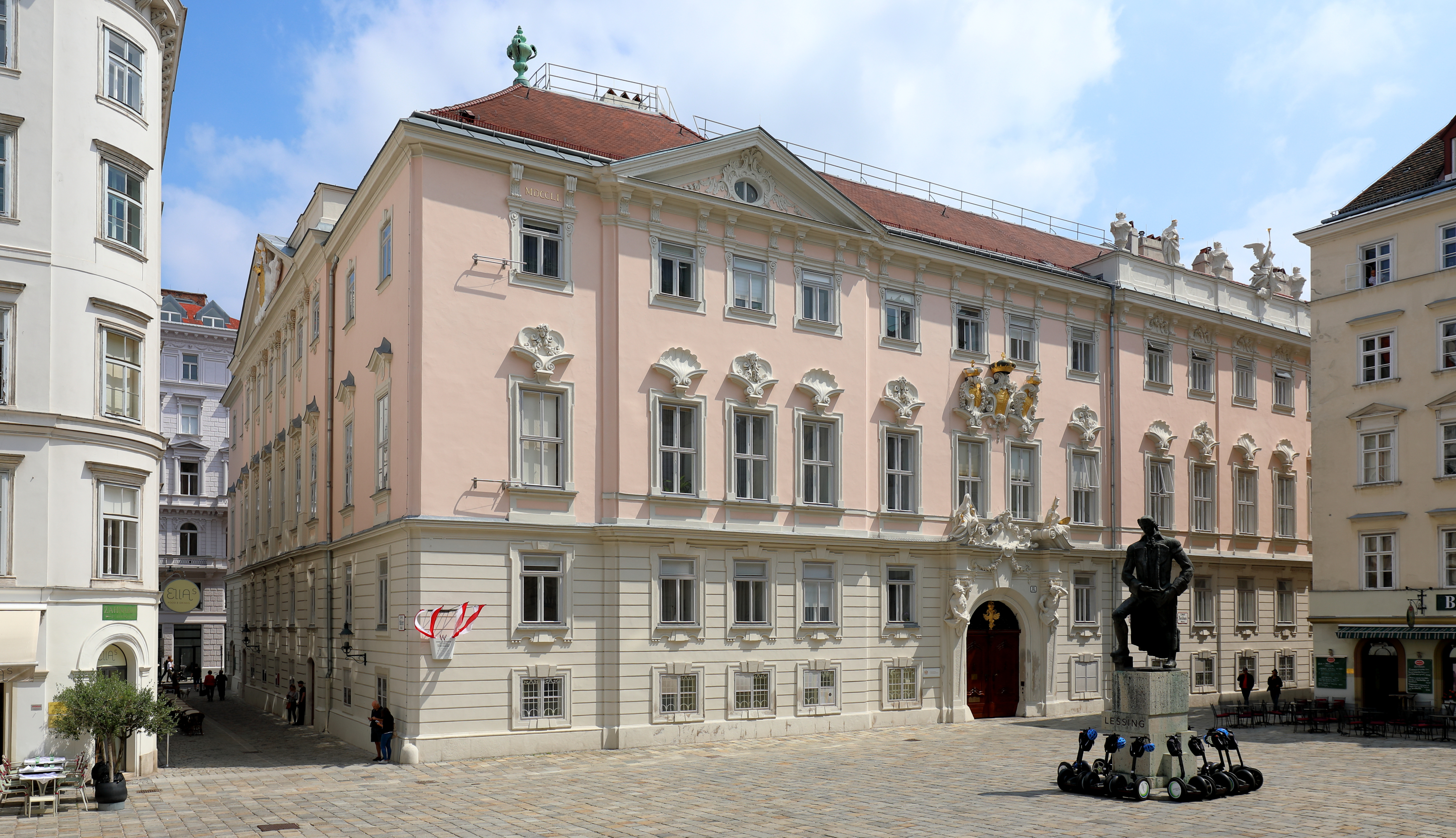
Здание Конституционного суда Австрии

В разделе описаны несколько органов с различными полномочиями, которые сводятся к контролю за соблюдением законности. Независимые административные сенаты назначаются правительствами земель и рассматривают различные административные дела после того, как эти дела были рассмотрены соответствующими органами. Независимый административный сенат по делам беженцев является высшим апелляционным органом по делам беженцев. Административный суд рассматривает жалобы на решения органов власти, в том числе на решения административных сенатов.
Конституция Австрии стала первой в мире конституцией, которая предусмотрела создание конституционного суда, что является заслугой Ганса Кельзена, который был автором самой концепции конституционных судов. Конституционный суд Австрии решает вопрос о соответствии законов (в том числе законов земель) и иных актов конституции, принимает к рассмотрению требования к публичным образованиям, которые не могут быть рассмотрены в ином порядке, а также споры между публичными образованиями и органами власти. Кроме этого к подсудности конституционного суда отнесены дела о законности выборов и дела об обвинении федерального президента, членов правительства, членов правительств земель, губернаторов в нарушении закона, которые влекут отстранение от должности.

### Народная правозащита
Седьмой раздел касается Коллегии народной правозащиты, органа, аналогичного омбудсмену. Коллегия народной правозащиты сама не имеет полномочию по устранению нарушений, но может обращаться в соответствующие органы и в конституционный суд. Члены коллегии избираются национальным советом.

### Заключительные положения
Последний раздел содержит заключительные и переходные положения. Он, в частности, содержит список законов, принятых до 1920 года, которые сохраняют силу и приобретают статус конституционных после вступления в действие Федерального конституционного закона.